# روکساندرا دراگومیر
 روکساندرا دراگومیر (انگلیسی: Ruxandra Dragomir؛ زاده ۲۴ اکتبر ۱۹۷۲) یک تنیس‌باز اهل رومانی است.